# Sojuz TM-5
Sojuz TM-5  è la denominazione di una missione della navicella spaziale Sojuz T verso la stazione spaziale sovietica Mir. Si trattò del quinto volo di una navicella Sojuz verso la predetta stazione spaziale nonché dell'ottantunesimo volo nell'ambito del programma Sojuz sovietico.

## Equipaggio
| Ruolo                                      | Equipaggio al lancio                           | Equipaggio all'atterraggio                |
| ------------------------------------------ | ---------------------------------------------- | ----------------------------------------- |
| Comandante                                 | Anatolij Solov'ëv, Roscosmos Primo volo        | Vladimir Ljachov, Roscosmos Terzo volo    |
| Ingegnere di volo / Cosmonauta Ricercatore | Viktor Savinych, Roscosmos Terzo volo          | Abdul Ahad Momand, Intercosmos Primo volo |
| Cosmonauta Ricercatore                     | Aleksandăr Aleksandrov, Intercosmos Primo volo | —                                         |

### Equipaggio di riserva
| Ruolo                  | Equipaggio                     | Equipaggio                     |
| ---------------------- | ------------------------------ | ------------------------------ |
| Comandante             | Vladimir Ljachov, Roscosmos    | Vladimir Ljachov, Roscosmos    |
| Ingegnere di volo      | Aleksandr Serebrov, Roscosmos  | Aleksandr Serebrov, Roscosmos  |
| Cosmonauta Ricercatore | Krasimir Stojanov, Intercosmos | Krasimir Stojanov, Intercosmos |

## Missione
Sojuz TM-5 venne lanciata il 7 giugno 1988 e raggiunse la stazione spaziale Mir il 9 giugno portando nello spazio il secondo cosmonauta bulgaro: Aleksandrov (da non confondersi con l'omonimo cosmonauta sovietico). Aleksandrov fu comunque il primo cosmonauta bulgaro a visitare, lavorare e soggiornare all'interno di una stazione spaziale sovietica. Infatti Georgi Ivanov non poté visitare la Saljut 6 durante la sua missione (Sojuz 33) svoltasi nel 1979, a causa del fallimento della manovra d'aggancio alla stazione spaziale stessa. In tale occasione Aleksandrov era stato sua riserva. Il lancio della missione venne anticipato di due settimane sui piani di volo originari, onde consentire di effettuare gli esperimenti astronomici denominati Rozhen in miglior condizioni d'illuminazione e di luce in generale. Il 5 settembre i cosmonauti Ljachov ed Abdul Ahad Momand si staccarono dalla Mir a bordo della capsula usata per questa missione. Entrambi staccarono il modulo orbitale e si prepararono ad eseguire la complessa e delicata manovra di rientro e ritorno a Terra. In quei istanti, totalmente all'insaputa dei cosmonauti o al centro di controllo di volo di Korolev (TsUP), il computer di pilotaggio usava ancora il programma usato per la manovra di aggancio alla stazione spaziale, cioè la programmazione per la missione bulgara verso la Mir del mese di giugno. La manovra di accensione dei retrorazzi frenanti non venne dunque eseguita al momento programmato, anche perché vari sensori a luce infrarossa non confermarono che l'altitudine prevista per la manovra fosse stata raggiunta. Con un ritardo di sette minuti sul piano di volo, il sensore finalmente segnalò il raggiungimento della quota prevista. Immediatamente il congegno propulsore principale si accese, ma Ljachov riuscì a spegnerlo dopo soli 3 secondi. Una seconda manovra di accensione venne eseguita 3 ore più tardi, ma il congegno bruciò per soli 6 secondi. Così Ljachov avviò manualmente la manovra di rientro, immediatamente al termine del secondo insuccesso. Ma anche durante questo tentativo, il computer di bordo spense il congegno propulsore dopo che lo stesso aveva bruciato per 60 secondi.
Conformemente a quanto descritto da James Oberg (nella pubblicazione Secrets of Sojuz – i segreti della Sojuz), per riavviare il programma automatico per la manovra di atterraggio, Ljachov dovette riprogrammare il computer di bordo in una maniera tale, che lo stesso ignorasse il primo spegnimento automatico. I cosmonauti stavano ancora eseguendo le manovre descritte dal manuale di bordo, convinti che la prima accensione fosse stata eseguita in maniera corretta e pensando dunque che la navicella si trovasse sulla giusta traiettoria di volo per il rientro. La successiva manovra da eseguire seguendo il manuale sarebbe dunque stata la separazione del modulo di servizio, contenente non solo tutti gli strumenti ed i sistemi di alimentazione con energia elettrica ed i principali serbatoi di ossigeno, ma in particolar modo vi si trovava il congegno propulsore principale, indispensabile per eseguire una corretta manovra di rientro. Momand, non ottemperando ad una disposizione da parte del centro di controllo di volo che aveva ordinato di continuare le manovre come da manuale, cioè di lasciar sistemare i problemi direttamente dal centro di controllo di volo, continuò a osservare i pannelli di controllo a bordo, scoprendo ben presto che il modulo di servizio sarebbe stato staccato automaticamente in meno di un minuto. Ljachov allora disabilitò immediatamente il programma. Se i due non avessero disobbedito alle istruzioni impartite, sarebbero deceduti in orbita. Infatti il modulo di rientro della capsula Sojuz, una volta staccato dal modulo di servizio, era dotato di riserve di energia e di ossigeno sufficienti per sopravvivere al massimo un paio di ore.
Così i due cosmonauti poterono rimanere – anche se forzatamente – in orbita per un ulteriore giorno. La situazione era comunque abbastanza critica, a causa dello spazio estremamente ristretto nell'abitacolo del modulo di rientro, le scarse provviste di cibo ed acqua, l'impossibilità di usufruire di un bagno ed in particolar modo, la certezza di non poter riagganciarsi alla stazione spaziale Mir, unica eventuale possibilità di evacuazione e di salvezza. Infatti, nonostante fossero dotati del congegno propulsore principale che avrebbe consentito il ritorno verso la stazione spaziale, la navicella spaziale non avrebbe potuto agganciarsi alla stazione spaziale dato che il congegno di aggancio si trovava montato sul modulo orbitale, già in precedenza staccato.
Il 7 settembre comunque, superati tutti i problemi di programmazione, la manovra di rientro e ritorno a terra riuscì a perfezione ed i due cosmonauti poterono essere recuperati incolumi. Dopo questa esperienza durante le successive missioni sovietiche il modulo orbitale delle navicelle Sojuz venne staccato appena dopo che si avrebbe avuto l'assoluta certezza che la manovra di rientro fosse stata eseguita in maniera perfetta.

## Ulteriori dati di volo
- Denominazione Astronomica Internazionale: 1988-48

I parametri sopra elencati indicano i dati pubblicati immediatamente dopo il termine della fase di lancio. Le continue variazioni ed i cambi di traiettoria d'orbita sono dovute alle manovre di aggancio. Pertanto eventuali altre indicazioni risultanti da fonti diverse sono probabili ed attendibili in considerazione di quanto descritto.